# 多賀山通広
多賀山 通広（たかのやま みちひろ）は、戦国時代の武将。多賀山氏は備後山内氏の庶流で、備後国恵蘇郡高野の蔀山城を本拠とした国人・多賀山氏の当主。

## 生涯
備後国恵蘇郡高野の蔀山城を本拠とした国人・多賀山通時の嫡男として生まれる。
永正3年（1506年）に次男の通続が生まれるが、永正10年（1513年）に妻（通続の母）が死去した。
永正11年（1514年）9月9日、弟の花栗弥兵衛によって嫡男の又四郎と共に殺害され、蔀山城を乗っ取られる。次男の通続は乳母に負われて難を逃れ、通続の叔母が出雲国飯石郡懸合の多賀殿の女房だった縁から、懸合に落ち延びた。
永正12年（1515年）1月20日、檜木谷にて多賀山氏家臣の井上八郎右衛門尉が花栗弥兵衛と刺し違えて討ち果たしたため、通続は帰還して多賀山家の家督を相続した。